# Огихара, Такахиро
Такахиро Огихара (яп. 扇原 貴宏 О:гихара Такахиро, род. 5 октября 1991, Осака[…]) — японский футболист, опорный полузащитник. Выступал за национальную и олимпийскую сборную Японии, участник Олимпиады-2012 в Лондоне.

## Карьера
Выступал за клуб «Сересо Осака», дебютный матч в Джей-лиге сыграл 17 августа 2011 года против «Касима Антлерс», а первый гол забил 28 августа 2011 года в ворота «Урава Ред Даймондс». На протяжении нескольких лет был основным игроком клуба. В 2014 году вместе с командой вылетел из Джей-лиги, следующие полтора сезона провёл во втором дивизионе. В 2016 году выступал за «Нагоя Грампус», но не закрепился в основном составе. С 2017 года играет за «Иокогама Ф. Маринос».

## Национальная сборная
В 2011—2012 годах выступал за молодёжную и олимпийскую сборные Японии. На Турнире в Тулоне в 2012 году принял участие в трёх матчах и забил гол в ворота команды Нидерландов. Участвовал в Олимпиаде 2012 года в Лондоне, выходил на поле в пяти матчах.
В 2013 году сыграл один матч за национальную сборную Японии — против сборной Австралии (3:2) на групповом этапе чемпионата Восточной Азии. Вызывался в сборную на товарищеские матчи в 2014 году, но на поле не выходил.

## Статистика за сборную
| Сборная Японии | Сборная Японии | Сборная Японии |
| Год            | Матчи          | Голы           |
| -------------- | -------------- | -------------- |
| 2013           | 1              | 0              |
| Итого          | 1              | 0              |

## Достижения

### Сборная
- Кубок Восточной Азии по футболу 2013